# Cardellina rubra
La reinita roja,  (Cardellina rubra) también conocida como chipe rojo. es una especie de ave paseriforme de la familia Parulidae. El adulto es color rojo brillante con una mancha auricular blanca o gris a cada lado de la cabeza, dependiendo de la subespecie. Mide de 12.5-13.5 cm, y pesa de 7.6 a 8.7 g, Alas y cola ligeramente más oscuras y bordeadas de rojo-rosado. Patas color carne, así como su pico el cual tiene la punta oscura. Los juveniles son color marrón, con mancha auricular blanquecina y dos barras alares pálidas. Es una especie endémica de las tierras altas de México, se distribuye en tres poblaciones disjuntas, desde el suroeste de Chihuahua hasta el norte de Nayarit, desde el sur de Jalisco y el sur de Hidalgo hasta Oaxaca, y desde Guerrero hasta el sur de Oaxaca en la Sierra Madre del Sur. Sus poblaciones logran avistarse desde los 1,800 hasta 3,900 m s. n. m.  Habita los más altos bosques húmedos o semihúmedo de pino, pino-roble y abeto en la época de reproducción y baja a elevaciones menores, a menudo en los bosques de roble, en el invierno. La UICN2019-1 considera a la especie como de preocupación menor,
Está  relacionada con Cardellina versicolor del sur de México y Guatemala, con quien forma una superespecie. Se conocen tres subespecies que viven en poblaciones disjuntas y que difieren principalmente en el color de la mancha auricular y en el brillo y tono del plumaje corporal. Es un ave insectívora, que espiga insectos y otros invertebrados principalmente en el sotobosque. La cría se produce típicamente entre febrero y mayo. La hembra pone 3–4 huevos en un nido esférico que construye en el suelo. Aunque solo la hembra incuba los huevos, ambos padres se ocupan de alimentar las crías y remover los sacos fecales del nido. Los juveniles abandonan el nido dentro de 10–11 días de la incubación.

## Taxonomía

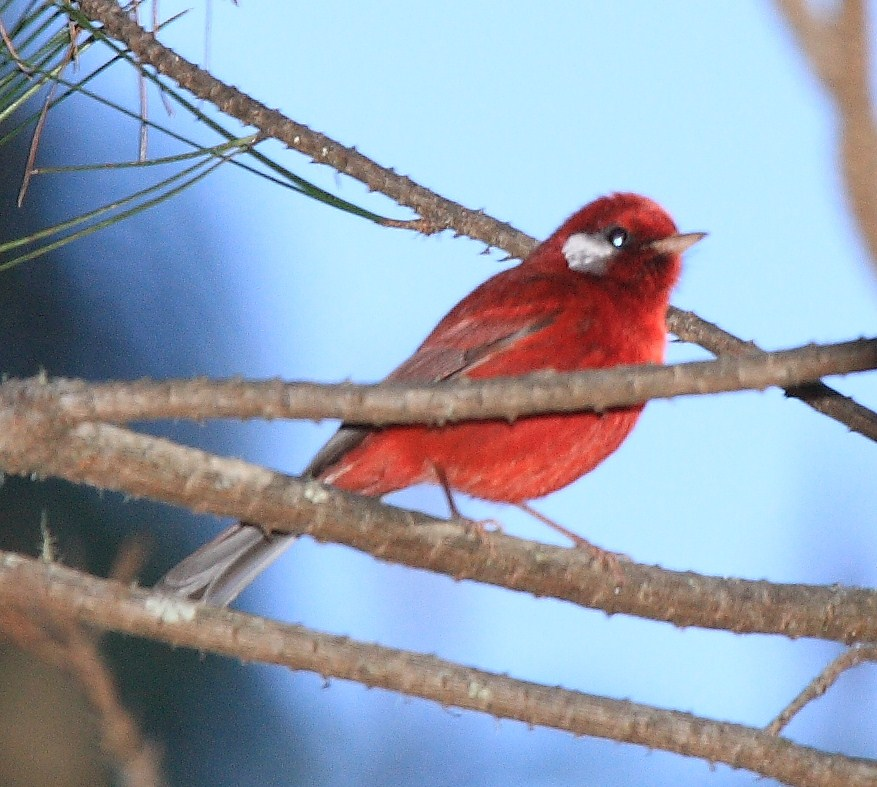
La subespecie C. r. rubra tiene una mancha auricular blanca en lugar de gris.

Fue descrita por primera vez en 1827 por el naturalista William Swainson quién asignó la especie al género Setophaga. A lo largo del siguiente medio siglo, otros naturalistas la trasladaron a Cardellina, junto a la reinita rosada, al género Basileuterus, así como a los géneros del Viejo Mundo Silvia y Parus. En 1873, los naturalistas Philip Lutley Sclater y Osbert Salvin trasladaron la especie al género Ergaticus, donde permaneció durante más de un siglo.
Se reconocen tres subespecies,  cuya apariencia solo difiere ligeramente:
- C. r. rubra, descrito por Swainson en 1827, tiene una mancha auricular blanca y se distribuye del sur de  Jalisco y sur de Hidalgo hasta Oaxaca.[5]
- C. r. melanauris, descrito por Robert Thomas Moore en 1937,[2] tiene una mancha auricular oscura y el plumaje de las partes superiores del cuerpo es de color algo más escarlata que C. r. rubra.[7]  Se distribuye desde Chihuahua hasta el norte de Nayarit.[5]
- C. r. rowleyi due descrito por R. T. Orr y J. D. Webster en 1968.[2]  Tiene una mancha auricular blanca y su plumaje es de color rojo rubí (el plumaje más brillante de las tres subespecies). Su área de distribución incluye la Sierra Madre del Sur desde Guerrero hasta el sur de Oaxaca.[7]

Forma una superespecie con Cardellina versicolor, cuya área de distribución se compone de Chiapas y Guatemala. A pesar de tener una distribución disjunta y plumajes diferentes, las dos especies se consideraron a veces como conespecíficas. Por otro lado, hubo también hubo algunas propuestas de dividir la reinita roja en dos especies, una con una mancha auricular gris oscuro en el norte (C. melanauris) y otra con una mancha auricular blanca en el sur (C. rubra).
El nombre común de la reinita roja es una referencia evidente al color de su plumaje.  El nombre de género Cardellina, viene del italiano y es el diminutivo de cardella, un nombre regional para el jilguero. Su nombre específico, rubra, es latín para "rojo".

## Descripción
Es una pequeña ave paseriforme con una longitud de 12,5-13,5 cm, y un peso de 7,6 a 8,7 g.  El plumaje del ave adulto es de color rojo, con una mancha auricular blanca o gris oscuro (dependiendo de la subespecie) a cada lado de la cabeza. Sus alas y su cola son ligeramente más oscuras y bordeadas de  rojo-rosado.  Sus patas son de color carne, así como su pico que tiene una punta oscura.  Las plumas de esta especie contienen alcaloides, las cuales producen un sabor desagradable y para los seres humanos les resulta incomestible.
El ave juvenil tiene un plumaje rosado-marrón con una mancha auricular blanca. Sus alas y cola más son más oscuras son bordeadas de color rosado-canela. Las alas tienen dos barras con un tono más pálido.

### Vocalización
La reinita roja tiene varias llamadas comunes, incluyendo una alta y delgado tsii y un psiit más fuerte.
Su canto es una mezcla de trinos cortos y gorjeos más ricos, intercalados con chipes agudos.  A diferencia de otras especies en la misma zona, tiende a cantar únicamente durante las horas de la mañana durante la temporada de cría; independientemente de la temporada, no canta con tiempo nublado, e incluso disminuye la frecuencia de sus llamadas.

## Distribución y hábitat
Es endémica de las tierras altas de México, al norte del istmo de Tehuantepec y se distribuye en tres poblaciones disjuntas: desde el suroeste de Chihuahua hasta el norte de Nayarit, desde el sur de Jalisco y el sur de Hidalgo hasta Oaxaca, y desde Guerrero hasta el sur de Oaxaca en la Sierra Madre del Sur. Es bastante común verlas en las laderas interiores y adyacentes, a altura superiores que van desde 1800 hasta 3900 m s. n. m. Se le considera un migrante altitudinal que habita los más altos bosques húmedos o semihúmedo de pino, pino-roble y abeto en la época de reproducción y baja a elevaciones menores, a menudo en los bosques de roble, en el invierno. Es una de las aves pequeñas más comunes en su hábitat boscoso, solo superada por Regulus satrapa en un estudio realizado en bosques de abeto, y la tercera más común en bosques de robles y coníferas en otro estudio.
Aunque hay un informe que la especie haya sido registrado en Texas en el siglo XIX, no se da mucha credibilidad a la ubicación registrada, y no existen pruebas sólidas de que haya ocurrido allí.